# Psaenythia reedi
Psaenythia reedi är en biart som beskrevs av Holmberg 1921. Psaenythia reedi ingår i släktet Psaenythia och familjen grävbin. Inga underarter finns listade i Catalogue of Life.